# 郭孔丰
郭孔丰（1947年—），男，新加坡企业家，現主管食品企業丰益国际、益海嘉里的業務。郭氏在2013年全球富豪榜中排554位，郭孔丰最初是位面粉商，现在经营着全球最大的棕榈油企业及投資地產。郭孔丰及印尼油棕大亨吴笙福，2012年曾以2.88亿英镑购入英國Aviva大楼。馬來西亞富豪郭鶴年之侄。

## 相關
- 郭鶴年
- 丰益国际
- 益海嘉里

## 職務
- 益海嘉里金龍魚糧油食品股份有限公司董事長，新加坡豐益國際集團董事局主席兼行政總裁，嘉里集團若干附屬公司董事[3]